# Margareta Curtescu
Margareta Curtescu (numele la naștere, Maria Curtescu, născută la 22 septembrie 1960, satul Hîncești, raionul Fălești, Republica Moldova) este un autor, critic literar, conferențiar universitar, eseist, poet și scriitor din Republica Moldova.

## Biografie
Este licențiată a Facultății de Filologie a Universității de Stat „Alecu Russo” din Bălți (în 1981), doctor în filologie al Universității „Alexandru Ioan Cuza”, Iași (în 2004) și conferențiar universitar (din 2006).
Scriitoarea este prezentă cu poeme și studii critice în volume colective și în antologii, atât din țară cât și din străinătate.

## Operă în volume

### Critică literară
- 2005 - Eternul Orfeu, eseu critic, Editura Știința, Chișinău.[3]
- 2015 - Kafka sau Alegoria omului modern. Note de curs (în colaborare), CEP USM, Chișinău, 2015.

## Poezii în volume
- 1997: Prinsă între clamele speranței, Editura ARC, Chișinău,[3]
- 2003: Simple bluesuri, Editura Cartier, Chișinău,[4][3]
- 2013: Iubirea altfel, Editura Cartier, Chișinău,[5][3]
- 2014: în piața dante (antologie de versuri ), Editura Vinea, București.[3]
- 2015: - poèmes obliques (traduit du roumain par Victoria Sicorschi, postface de Aliona Grati), Editions Vinea, Bucarest.
- 2016: - echinoxul de toamnă (antologie de versuri ), Editura TipoMoldova, Iași.[3]
- 2018: - Inima desenată pe cer, Cuvânt însoțitor de Ioan Holban, Iași, Editura Junimea.[3]